# 静岡県道285号大輪天竜線
静岡県道285号大輪天竜線（しずおかけんどう285ごう おおわてんりゅうせん）は、静岡県浜松市を通る一般県道である。

## 概要

### 路線データ
- 陸上距離：22.5km
- 起点：浜松市天竜区佐久間町大井（国道152号交点）
- 終点：浜松市天竜区谷山（国道152号交点）

## 路線状況
法面決壊によって2006年（平成18年）3月24日から通行止めが続いている。

### 重複区間
- 国道152号（2.4km）
- 静岡県道286号鮎釣東雲名春野線（3.4km）

## 地理
ほぼ全線に渡り天竜川に沿った形となっている。秋葉ダムによるダム湖を挟んだ反対側には国道152号が通っている。

### 通過する自治体
- 静岡県
  - 浜松市（天竜区）

### 接続路線
- 国道152号
- 静岡県道286号鮎釣東雲名春野線
- 天竜スーパー林道